# Bazaleti (Mccheta-Mtianetia)
Bazaleti (gruz. ბაზალეთი) – wieś w Gruzji, w regionie Mccheta-Mtianetia, w gminie Duszeti. W 2014 roku liczyła 758 mieszkańców.